# 나뵐주

나뵐주의 위치

나뵐주(영어: Nabeul Governorate, 아랍어: ولاية نابل)는 튀니지의 북동부에 있는 주로, 주도는 나뵐이다. 면적은 2,788km2이며, 인구는 694,000명(2004년)이다.